# Gotland Runt

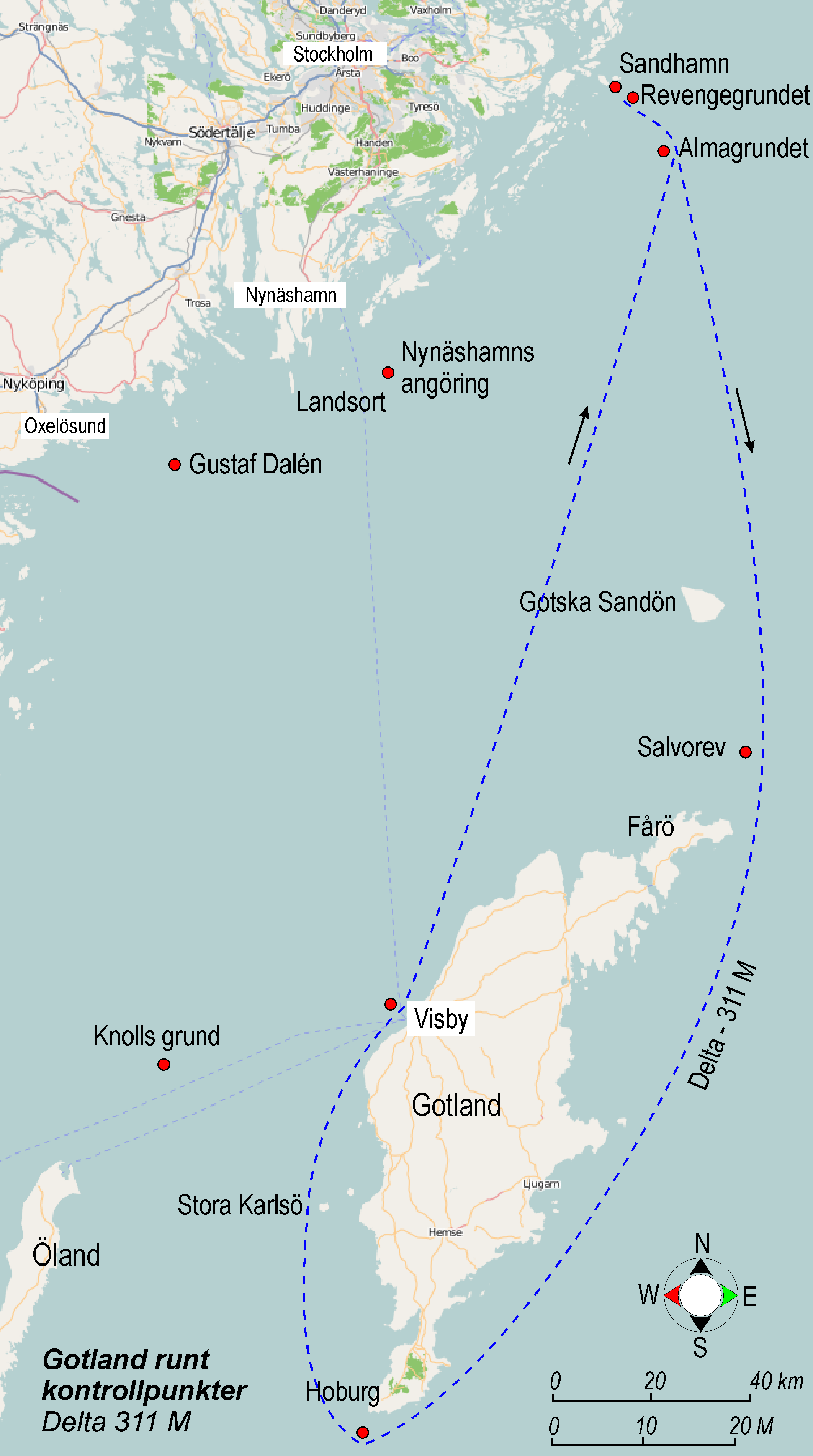
Regatta „Gotland Runt“, Kurs „Delta“, 311 Seemeilen (576 km)

Gotland Runt ist eine Offshore-Segelregatta in der Ostsee, rund um die schwedische Insel Gotland mit Start und Ziel in Sandhamn im östlichen Teil des Stockholmer Schärengartens. Die zweitägige Regatta wird vom Segel-Club Kungliga Svenska Segelsällskapet (KSSS) jedes Jahr zum Monatswechsel Juni/Juli organisiert. Die Regatta ist seit der Erstveranstaltung im Jahr 1937 das prestigeträchtigste Rennen in der Ostsee mit durchschnittlich rund 300 teilnehmenden Yachten.

## Geschichte

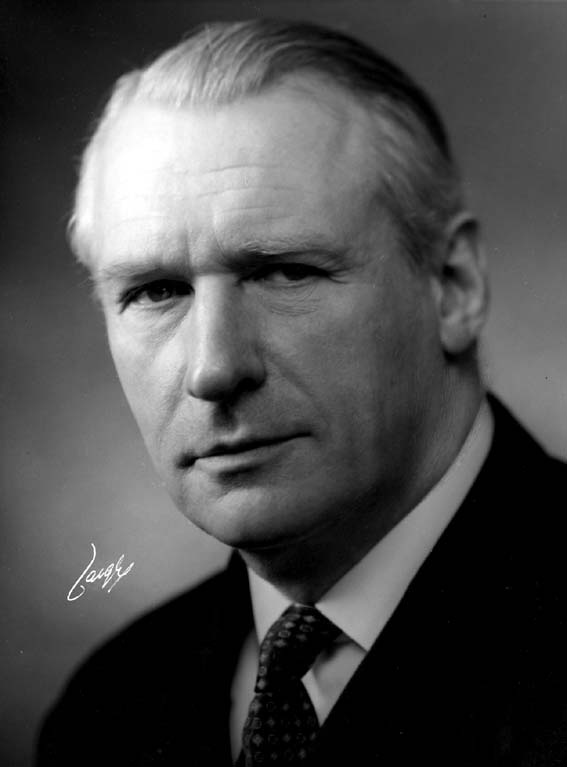
Jacob Wallenberg (1892–1980) gewann den „Visby Yacht Race“ Pokal mit seiner 10mR-Yacht Refanut mehrmals

### Wurzeln der Regatta
Die Regatta „Gotland Runt“ hat ihre Wurzeln in einem Yachtrennen zwischen Sandhamn und Visby in den frühen 1920er Jahren, das „Visby Yacht Race“ genannt wurde. Es war ein beliebtes Rennen zwischen großen Yachten der Meter-Klasse des Typs International Rule, das vom Kungliga Svenska Segelsällskapet (deutsch Königlich Schwedische Segelgesellschaft) organisiert wurde. Der Kurs begann in Sandhamn und führte hinunter nach Visby. Nach einer Pause in Visby (zum Abendessen und Entspannen) kehrten die Boote am nächsten Tag zur Ziellinie in Sandhamn zurück, ohne jedoch Gotland zu umrunden. Die Strecke ist etwa 200 Seemeilen (370 km) lang. Das letzte Visby-Yachtrennen fand 1939 statt, als Jacob Wallenberg (1892–1980) mit seiner 10mR-Yacht Refanut den Sieg errang. Nach dem mehrmaligen Gewinn des Pokals nacheinander, konnte er nach dem Gewinn des letzten Rennens den Pokal des „Visby Yacht Race“ für immer behalten.
Die Möglichkeiten, ein bedeutendes regelmäßig ausgetragenes Offshore-Rennen in der Ostsee zu etablieren, wurden in Schweden viel diskutiert. Sowohl das Fastnet Race (seit 1925) als auch das Bermuda Race (seit 1906) standen Pate bei der Entwicklung eines Offshore-Rennens in der Ostsee mit Einbeziehung der Segler der Anrainerstaaten. Im Jahr 1935 kamen auf Einladung des KSSS 350 Segler mit 77 Yachten im Fårösund zu einem Treffen zusammen, um die Bedingungen (Austragungsmodus, Vermessungsformel u. a.) einer solchen neuen Regatta zu besprechen. Dies war die Geburtsstunde von „Gotland Runt“.

### Erste Umrundung Gotlands
Im Sommer 1937 organisierte die KSSS die erste echte Regatta rund um Gotland mit 42 teilnehmenden Yachten. Die Boote kamen aus Deutschland (14), Schweden (12), Polen (6), Danzig (5), Finnland (2), Litauen (1), England (1) und den USA (1). Die 250 Seemeilen lange Strecke begann in Visby, ging dann hinunter zur nördlichen Basis von Öland und weiter östlich um Hoburgen (Gotland) herum gegen den Uhrzeigersinn um Gotland und die Insel Gotska Sandön herum, mit dem Ziel vor Visby.
Im Jahr 2002 ereignete sich der erste tödliche Unfall des Wettbewerbs, als der Finne Mauri Luukkala über Bord ging und ertrank.
Im Jahr 2004 wurde das „Gotland Runt“-Rennen als Etappe in das „Volvo Baltic Race“ und den „Nokia Oops Cup“ aufgenommen.

### Start in Stockholm
Ab dem Jahr 2011 wurde der Start von „Gotland Runt“ nach Stockholm verlegt. Der Start kann nun von Tausenden Zuschauern auf Stockholms Schären und Kais verfolgt werden. Die Startlinie liegt zwischen Kastellholmen und Stadsgårdskajen. Die besten Orte, um das Rennen durch die Stockholmer Schären zu verfolgen, sind Oxdjupet, Sandhamn und Revenge Foundation. Mit der neuen Route ist die Regatta „Gotland Runt“ nicht nur ein Hochseerennen, sondern umfasst auch rund 50 Seemeilen Fahrt im Landesinneren. Dies hat der Wettfahrt eine neue Dimension verliehen und wird sowohl von Seglern als auch von Zuschauern geschätzt.
Gotland Runt ist mit 1500 Seglern auf 200 Booten eines der größten jährlichen Offshore-Rennen der Welt und wird 2024 vorübergehend zu seinen historischen Wurzeln mit Start/Ziel in Sandhamn zurückkehren.

### Hauptsponsoren
Ebenfalls im Jahr 2011 begann man, den Wettbewerb als „ÅF Offshore Race“ zu vermarkten. Die schwedische Firma ÅF (ein Beratungs- und Ingenieurdienstleistungsunternehmen) war seit dieser Zeit Hauptsponsor von „Gotland Runt“ mit das Recht, den Firmennamen in den Namen des Rennens einzufügen. Ab 2020 heißt der Wettbewerb wieder „Gotland Runt“, was eigentlich der Sammelname für die Regatta ist, zu der auch die „Stockholm City Regatta“ und „Lilla Gotland Runt“ gehören.
Im Laufe der Jahre hatte die Regatta verschiedene Hauptsponsoren, die in unterschiedlichem Maße den Namen des Wettbewerbs beeinflussten:
| Zeitraum    | Name der Regatta        |
| ----------- | ----------------------- |
| seit 2020   | Gotland Runt            |
| 2011 – 2019 | ÅF Offshore Race        |
| 2005 – 2018 | Eurocard Gotland Runt   |
| 2004        | Gant Gotland Runt       |
| 2001 – 2003 | Accenture Gotland Runt  |
| 1997 – 2000 | Microsoft Gotland Runt  |
| 1994 – 1996 | GEAB Gotland Runt       |
| 1993        | Pripps Blå Gotland Runt |
| 1985 – 1992 | Visa Gotland Runt       |

### Regatta-Kurse
Der Wettbewerb ist in acht verschiedene Klassen unterteilt, in denen auf fünf verschiedenen Kursen gesegelt wird. Der längste Kurs ist „Alfa“ mit 653 Seemeilen. Dieser wird von 60-Fuß-Trimaranen (18 m) gesegelt, der kürzeste Kurs ist „Classic Yacht Baltic Race“ mit 179 Seemeilen für klassische Boote. Der Gesamtsieger wird in der Klasse ORC International ermittelt. Für weniger erfahrene Segler und Familiensegler gibt es die Klasse SweLYS/SRS, die den Urlaubsseglern einen Vorgeschmack auf ein echtes Segelregatta-Abenteuer bietet.
Früher verlief die Startlinie im Freiwassergebiet 0,7 Seemeilen nordwestlich vom Leuchtturm Revengegrundet 3,5 Seemeilen Ostsüdost von Sandhamn. Seit 2011 erfolgt der Start im Zentrum von Stockholm. Die Ziellinie liegt in der Nähe von Sandhamn bei Skanskobben südwestlich von Korsö (Sandhamn).

### Sieger-Pokale
Für jede Klasse wird ein Gewinner ermittelt, außerdem gibt es eine Reihe von Sonderpreisen wie First Ship Home, Geschwindigkeitsrekord, beste Nachwuchsmannschaft, bester Bugmann usw.

## Klassische Kurse
- (1) „Delta“ ist die klassische Strecke mit einer Länge von 311 Seemeilen, die Gotland einmal im Uhrzeigersinn umrundet. Beginnend mit dem Start bei Revengegrundet führt die Strecke über Almagrundet-Gotska Sandön-Salvorev-Hoburgen-Visby-Almagrundet und dann ins Ziel bei Sandhamn.

- (2) „Charlie“ hat eine Länge von 363 Seemeilen und umrundet Gotland einmal im Uhrzeigersinn mit einigen Ergänzungen. Von Revengegrundet führt die Strecke über Almagrundet-Nynäshamns Anfahrt-Salvorev (südlich von Gotska Sandön)-Hoburgen-Knolls grund-Visby-Almagrundet und dann zum Ziel in Sandhamn.

- (3) „Classic Yachts Baltic Race“ ist die kürzeste Strecke, angepasst für ältere Bootstypen, mit einer Länge von 179 Seemeilen und umrundet Gotland nicht, sondern beschränkt sich auf die Umrundungen von Gotska Sandön und Salvorev. Von Revengegrundet führt die Strecke über die Anfahrt Almagrundet-Nynäshamn, nördlich von Gotska Sandön-Salvorev, westlich oder östlich von Gotska Sandön-Almagrundet und dann zum Ziel in Sandhamn.

- (4) „Alfa“ ist der längste Kurs, der für die schnellen Mehrrumpfboote der 60-Fuß-Klasse, wie die schwedischen Boote „HiQ“, „Spirit of Titan“ und „Nokia“, mit LYS-Zahlen über 3 und ist 653 Seemeilen lang. Die Boote umrunden Gotland zweimal im Uhrzeigersinn. Ausgehend von Revengegrundet führt die Strecke über Almagrundet-Nynäshamns Zufahrtsstraße südlich von Gotska Sandön-Salvorev-Hoburgen-Knollsgrund-Visby-Salvorev-(2. Umrundung von Gotland)-Hoburgen-Knollsgrund-Visby-nördlich von Gotska Sandöns Leuchtturm-Gustaf Dalén, Oxelösund-Almagrundet und dann Zieldurchgang in Sandhamn.

- (5) „Bravo“ hat eine Streckenlänge von 448 Seemeilen und umrundet Gotland einmal im Uhrzeigersinn. Der Kurs ist für die großen Einrumpfboote der 100-Fuß-Klasse (30 Meter) geeignet, wie zum Beispiel das schwedische Boot „Hyundai“ vom Typ Super Maxi 100. Auch die kleineren Mehrrumpfboote befahren den Kurs. Von Revengegrundet führt die Strecke über Almagrundet-Nynäshamn-Zufahrt – südlich von Gotska Sandön – Salvorev – Hoburgen – Knollsgrund – Visby – nördlich von Gotska Sandön – Leuchtturm Gustaf Dalén – Almagrundet und endet dann in Sandhamn.

## Karten der vier historischen Rennstrecken
(Kurs „Delta“, siehe Karte oben in diesem Artikel)

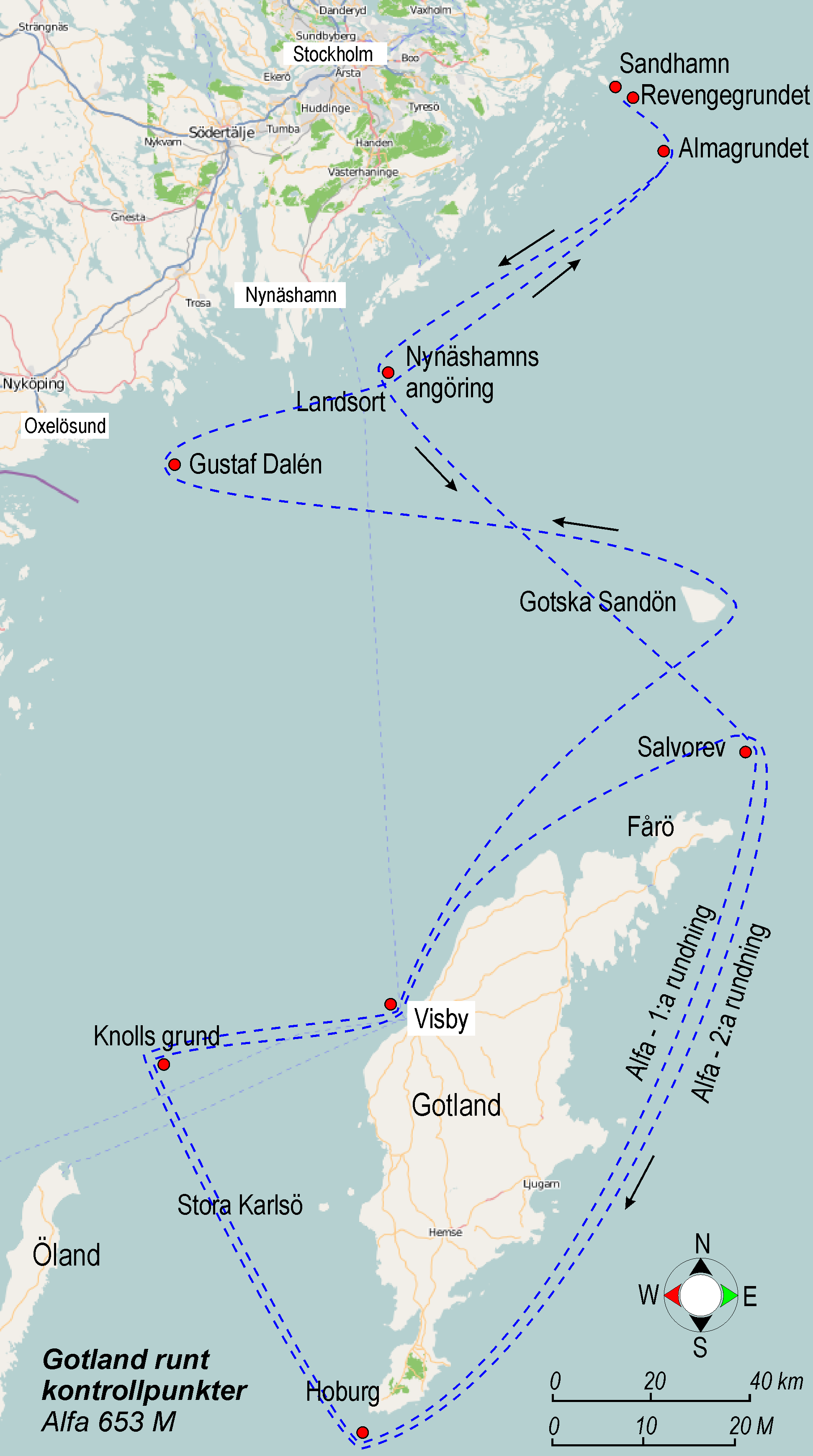
Gotland Runt, Kurs „Alfa“, 653 Seemeilen (1210 km)
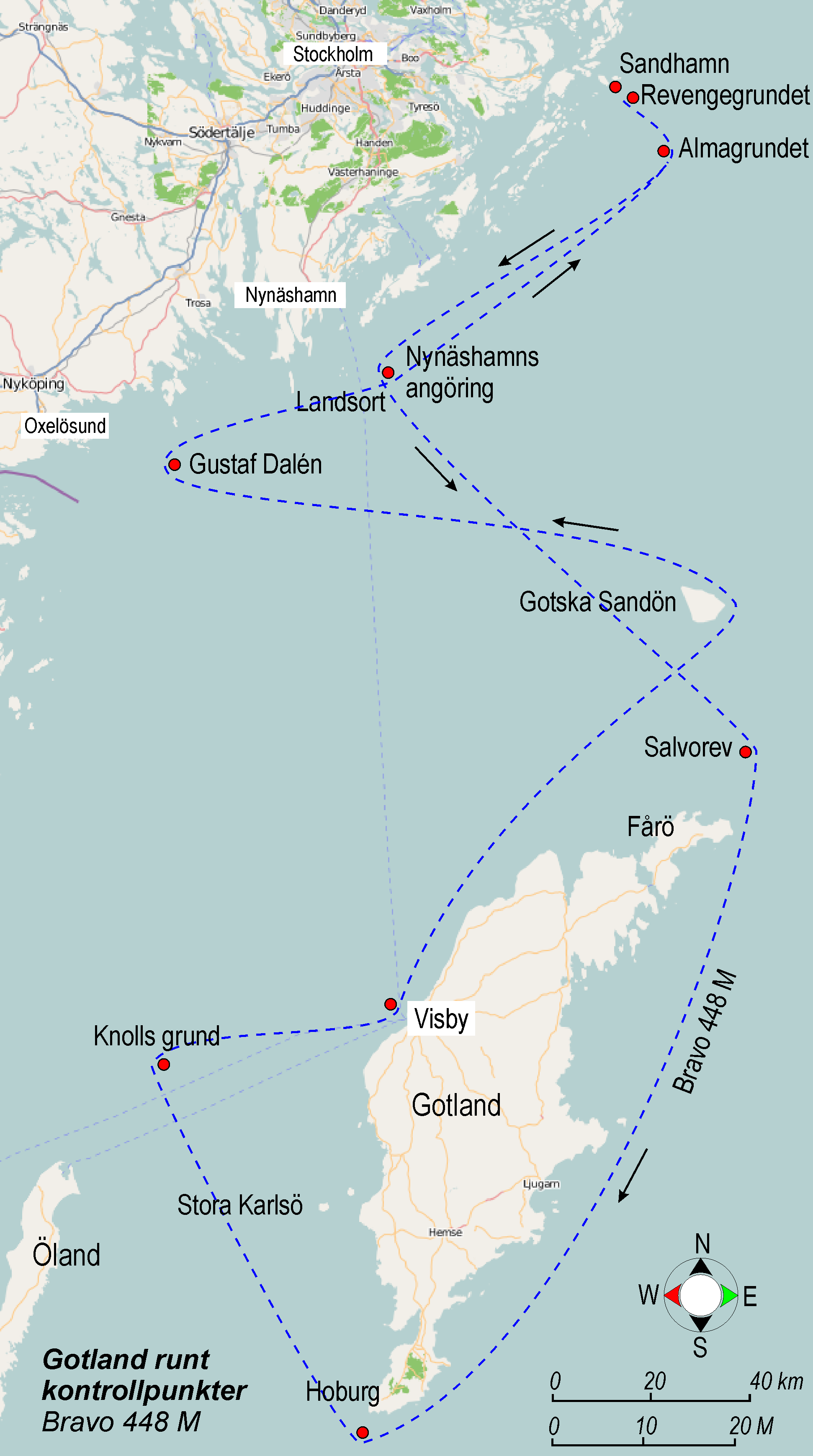
Gotland Runt, Kurs „Bravo“, 448 Seemeilen (830 km)
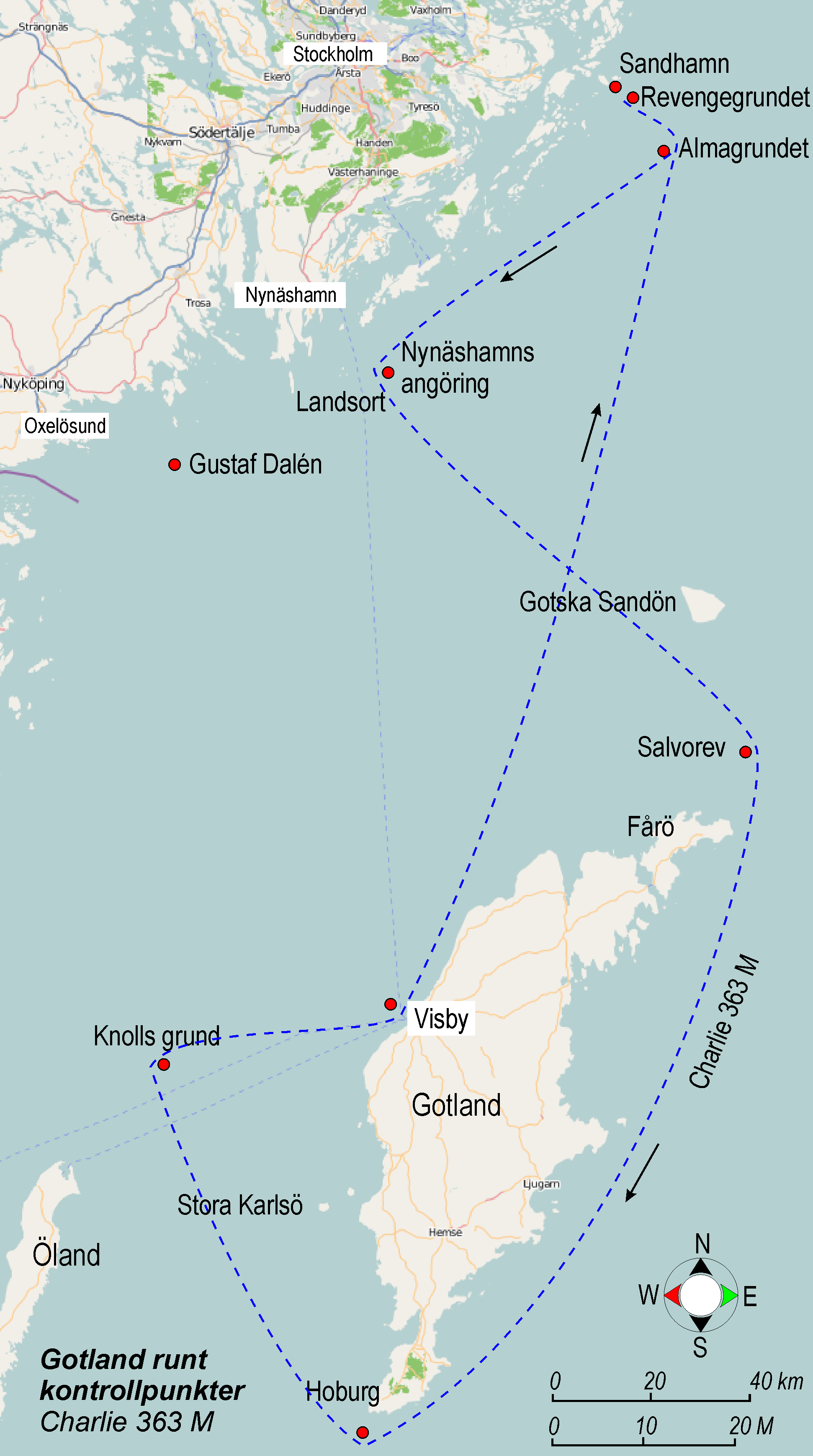
Gotland Runt, Kurs „Charlie“, 363 Seemeilen (673 km)
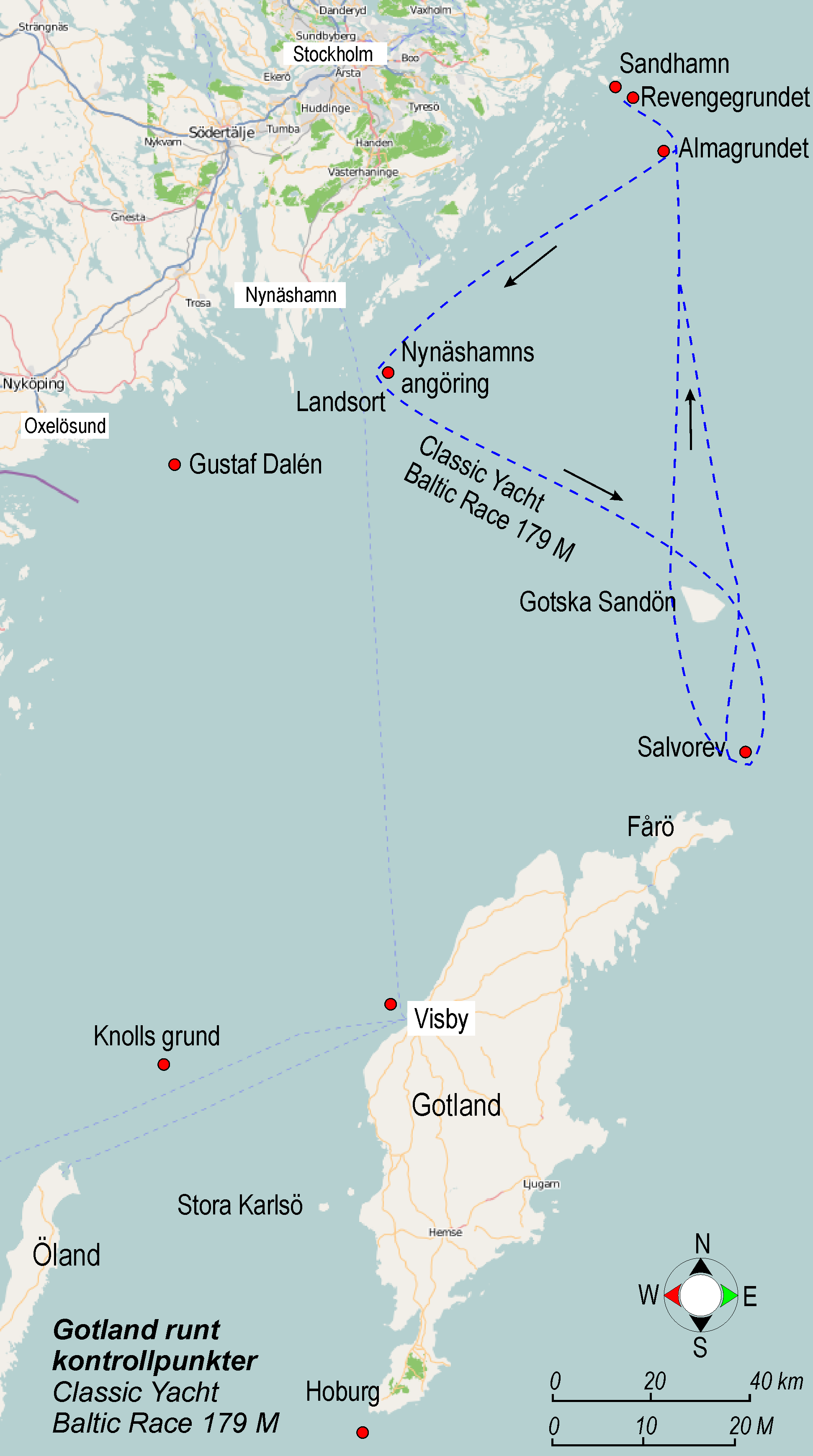
Gotland Runt, Kurs „Classic Yacht Baltic Race“, 179 Seemeilen (331 km)

Anmerkung: Die gerade Strecke zwischen Leuchtturm „Revengegrundet“ östlich von Sandhamn und Visby (Kurs 193°) beträgt fast genau 100 Seemeilen (185 km).

## Königliche Teilnehmer
König Carl XVI. Gustaf hat mehrmals an „Gotland Runt“ teilgenommen, zuletzt Anfang der 2000er Jahre zusammen mit seinem Sohn Prinz Carl Philip. Sogar der König von Norwegen Harald V. von Norwegen nimmt normalerweise teil. Er und seine Crew hatten große Erfolge und gewannen ihre Klasse beim „Gotland Runt“.

## Pfadfinder-Teilnehmer
Eine Gruppe von Seepfadfindern von Sjöscoutkåren S:t Göran segelte 2022 zur Werbung für die Pfadfinder mit einem Bavaria 32 Cruiser um Gotland. Die Besatzung bestand aus sechs Rover-Scouts des Rover-Teams GPS und einem Anführer des Sea Scout Corps von Viggbyholm. Es war die erste Pfadfindergruppe, die mit „Gotland Runt“ ein Hochseerennen absolvierte.

## Bildergalerie von Gotland Runt

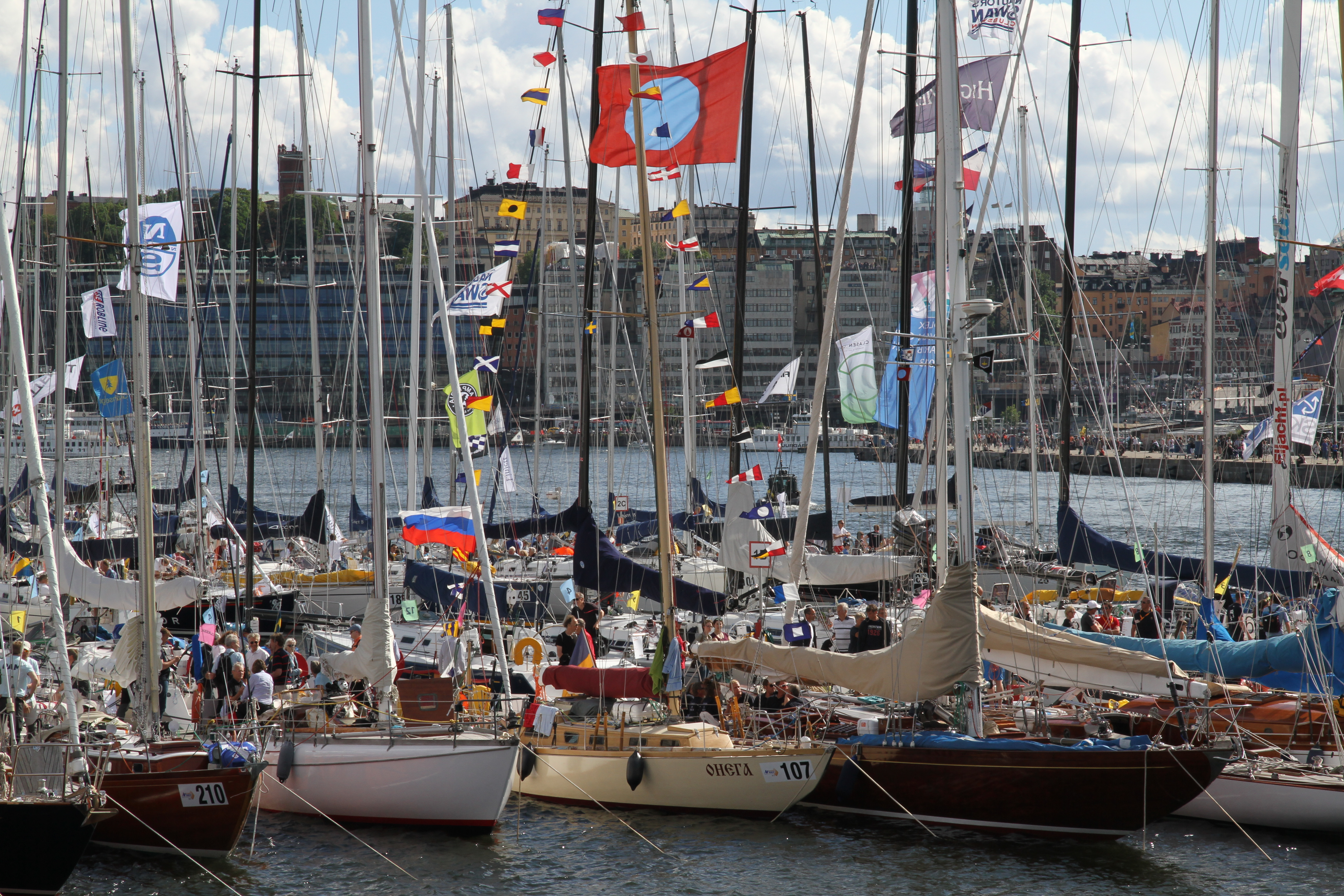
Skeppsholmen, Stockholm, 2015
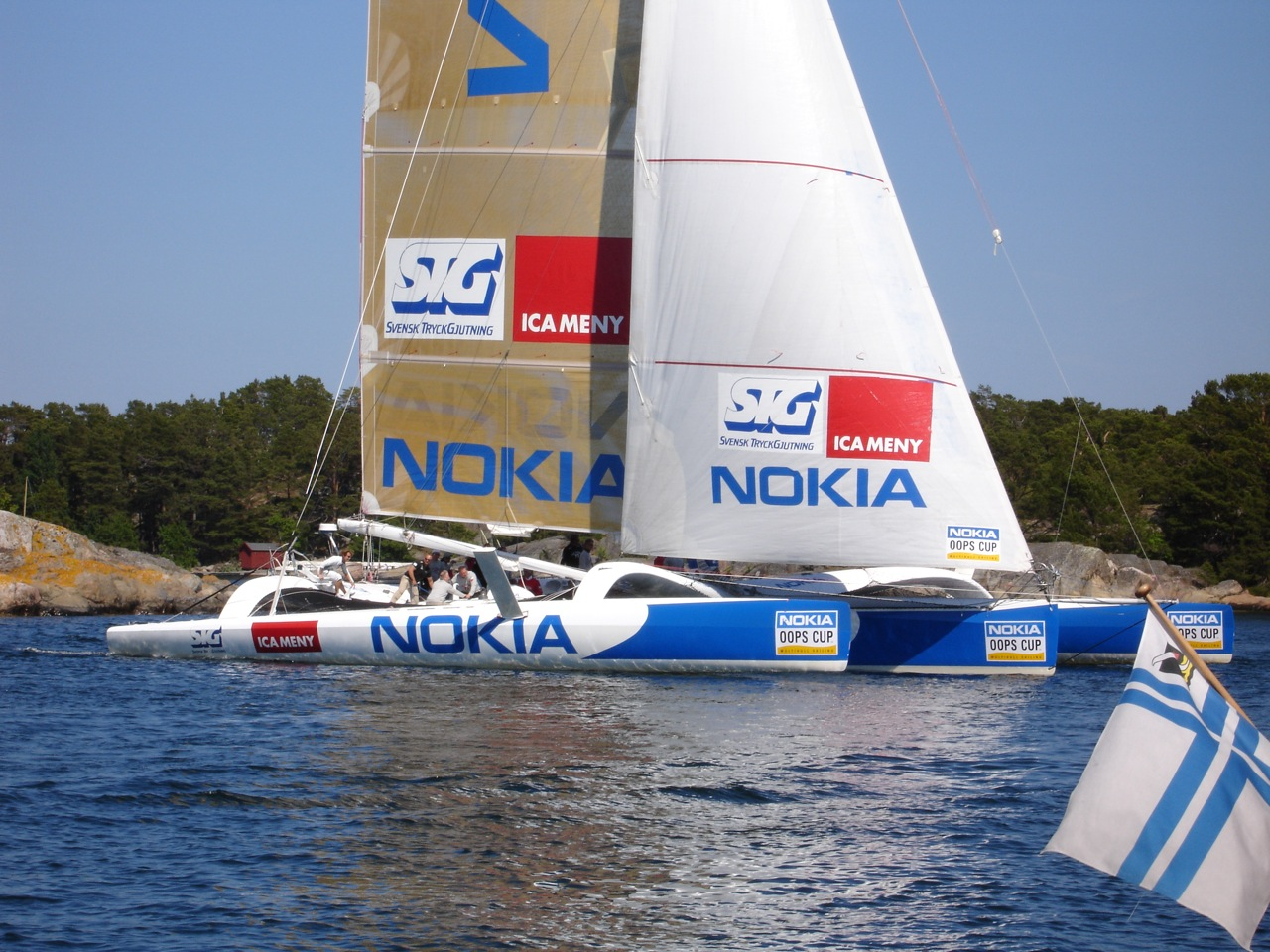
Trimaran Nokia, Typ ORMA 60 in Sandhamn, Startvorbereitung, 2005
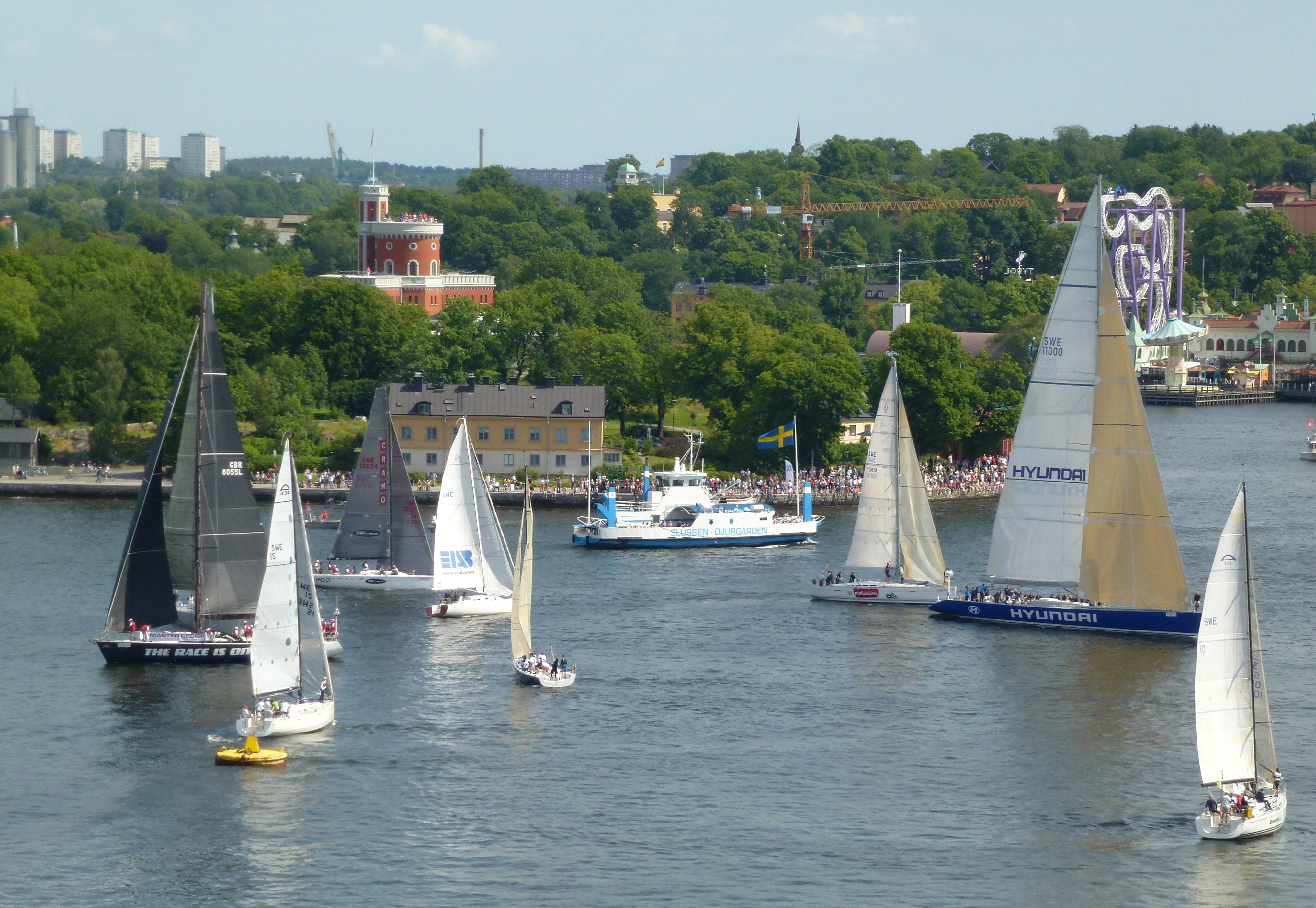
Start von Gotland Runt in Stockholm, 2012.
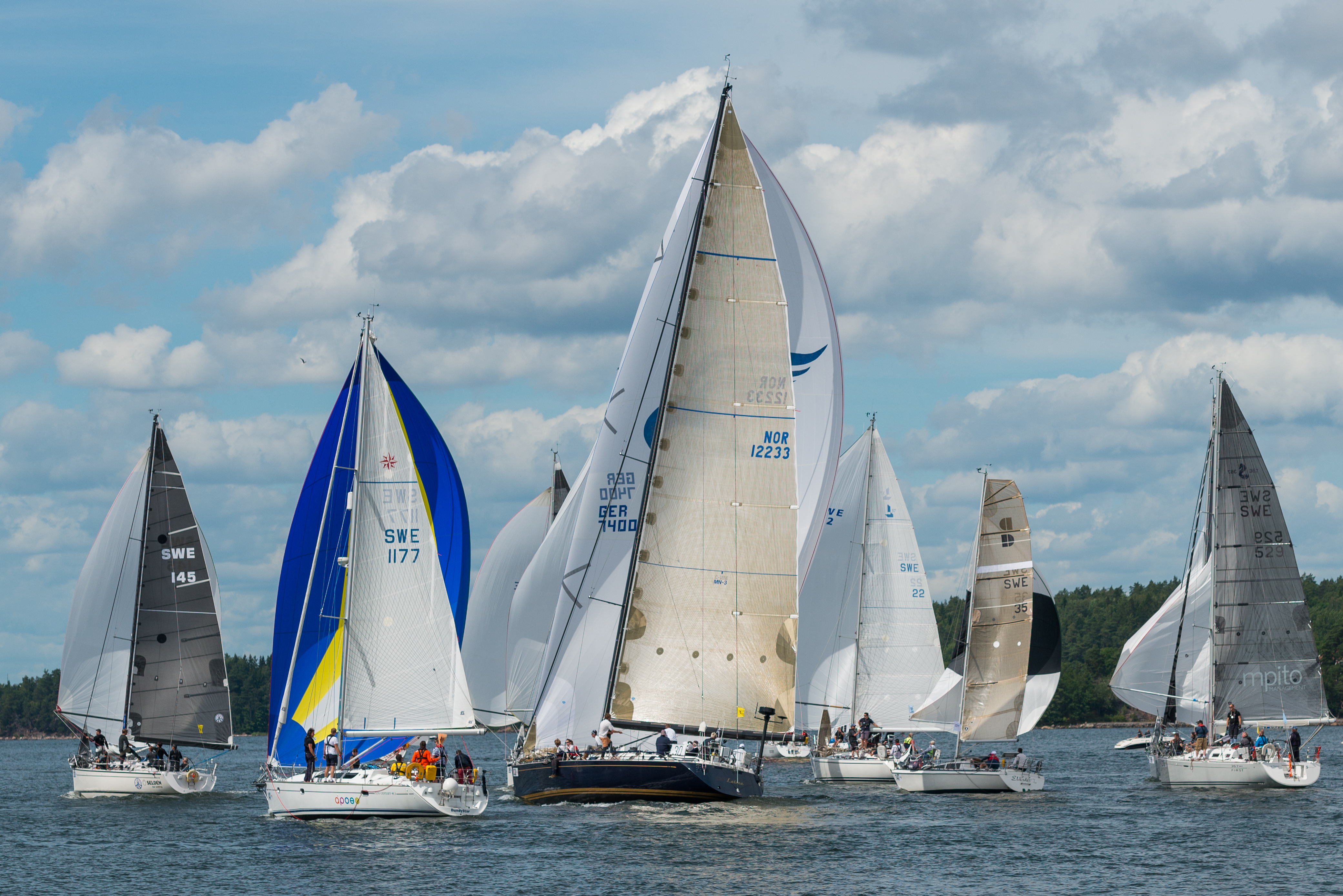
Passage der Enge Oxdjupet, Stockholmer Schärengarten, 2012.
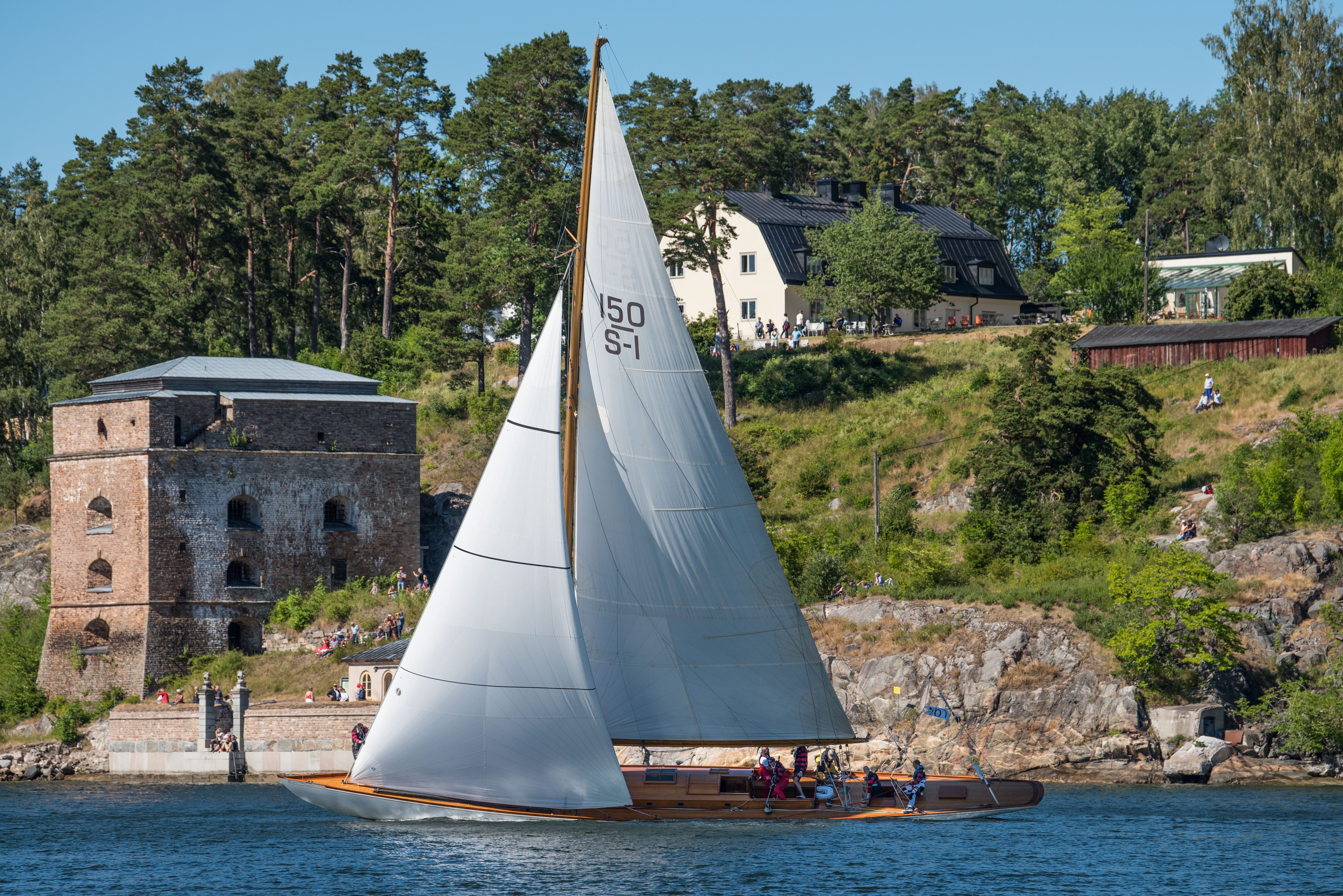
Gotland Runt, Oxdjupet, 150-m²-Schärenkreuzer, 2018.